# Joseph Masanche
Joseph Masanche (7 maart 1944) is een Tanzaniaans rechter. Rond twintig jaar was hij een magistraat bij verschillende rechtbanken en vervolgens rechter en rechter-president aan verschillende Gerechtshoven. Sinds 2009 is hij rechter van het Rwanda-tribunaal in Tanzania.

## Levensloop
Masanche slaagde in 1970 als Bachelor of Laws aan de Universiteit van Oost-Afrika. Vervolgens was hij van 1970 tot 1989 magistraat bij verschillende rechtbanken tot hij in 1989 aantrad als rechter van het Gerechtshof (High Court) van Tanzania. Vervolgens was hij vanaf 1997 rechter-president (Judge-in-Charge) van het Gerechtshof in Tabora en vanaf 2001 van het Gerechtshof in Mwanza.
Sinds zijn pensionering in 2009 is hij rechter ad litem van het Rwanda-tribunaal dat zich in Arusha in zijn moederland bevindt. Hier is hij verbonden aan de zaken van luitenant-kolonel Tharcisse Muvunyi en luitenant Ildephonse Hategekimana. Daarnaast werd hij in 2012 beëdigd tot rechter van het Internationale Residumechanisme voor Straftribunalen, om op oproepbasis lopende zaken af te handelen van het Rwanda-tribunaal en het Joegoslavië-tribunaal.